# Университет Валансьена
Университет Валансьена — французский университет, относится к академии Лилля, расположен в городе Валансьен. Основан в 1964 году.

## Структура
В состав университета входит 3 факультета, 5 институтов и Высшая национальная школа инженеров.
Факультеты:
- Факультет филологии, языков, искусства и гуманитарных наук.
- Факультет наук и профессий спорта.
- Факультет права, экономики и менеджмента.

Институты:
- Институт администрирования предприятий.
- Институт по подготовке государственных служащих.
- Университетский институт технологии.
- Высший институт индустрии Валансьена.
- Институт точных наук и техники Валансьена.